# 投73線
投73線 小埔社－愛蘭，是位於南投縣的一條鄉道，起點位於南投縣埔里鎮小埔社，終點於南投縣埔里鎮愛蘭，全長9.765公里。1966年此路首次列入鄉道系統，除了大莊於1976年從聚落內的永興路改道外環道的永豐路外，其他路線與今日相同，並保持相同編號至今。本線與 投81線延伸線為通往中台禪寺的必經路線，也是 國道六號通車前埔里－台中間埔里鎮境內的替代道路。

## 路線說明
南投縣
- 埔里鎮：小埔社0.0k（起點，台21線岔路）→ 永豐路 → 一新社區0.8k → 中台禪寺1.4k → 大莊2.6k左轉永豐路，直走為舊路 →  3.5k舊路會合 → 向善一巷 → 田寮4.1k → 坑內5.2k（投81線終點岔路）→ 左轉向善路（投81線延伸線共線） → 5.9k（投81線延伸線結束共線）左轉 向善路 → 水尾6.4k → 向善橋7.6k → 三勰路 → 八股7.8k → 日南8.4k左轉→ 鐵山路 →愛蘭9.4k → 9.765k（終點，台21線台14線岔路）

## 交會公路
- 台14線
- 台21線
- 投81線

## 沿線地標
- 小埔社鐵道紀念公園
- 燈心湖
- 小埔社山
- 中台禪寺 （页面存档备份，存于）
- 廣興紙寮
- 紹興酒泉
- 烏牛欄台地
- 暨南大學附設高中（埔里高中）
- 埔里基督教醫院
- 國道六號愛蘭交流道斜張橋

目前遺留一塊里程碑，位於5k里程牌旁。